# Samuel Lewis Penfield
Samuel Lewis Penfield (* 16. Januar 1856 in Catskill, New York; † 12. August 1906 in South Woodstock) war ein US-amerikanischer Mineraloge und Chemiker.
Penfield studierte ab 1873 Chemie und Mineralogie an der Yale University (Sheffield Scientific School) unter anderem bei George Jarvis Brush und dem Professor für analytische Chemie, Oscar Dana Allen. mit dem Abschluss 1877. Danach war er dort Assistent, wobei er sich insbesondere in der chemischen Analyse von Mineralien hervortat, zum Beispiel bei Triphylin, Amblygonit und anderen Phosphatmineralien. Seine Analyse von Amblygonit trug ihm zunächst die später zurückgezogene Kritik von Karl Friedrich Rammelsberg ein. Viele der untersuchten Phosphate stammten aus der von Edward Salisbury Dana und Brush erschlossenen Branchville-Mineralienfundstätte. Ab 1880 ging er für ein Aufbaustudium in Chemie nach Deutschland; unter anderem studierte er bei Rudolph Fittig in Straßburg organische Chemie. Nach der Rückkehr 1881 wurde er Instructor für Mineralogie an der Sheffield Scientific School in Yale unter Brush, der sich aber immer mehr aus der Lehre zurückzog. 1884 studierte er erneut in Deutschland, diesmal optische Methoden in der Mineralogie bei Harry Rosenbusch in Heidelberg. 1888 wurde er Assistant Professor in Mineralogie und 1893 erhielt er eine volle Professur in Yale. Ebenfalls 1893 wurde er in die American Academy of Arts and Sciences gewählt.
Er beschrieb (teilweise mit Kollegen) 15 neue Minerale wie unter anderem Spangolith (1890), Bixbyit (heute: Bixbyit-(Mn), 1897) und den Glaukochroit (1899). Außerdem bestimmte er die chemische Zusammensetzung zahlreicher bereits bekannter Minerale neu. Penfield entwickelte auch neue graphische Methoden für die Kristallographie. Er veröffentlichte meist im American Journal of Science.
Er war ab 1897 verheiratet.

## Schriften
- mit G. J. Brush Manual of determinative mineralogy and blowpipe analysis, Wiley 1898

## Ehrungen
Er war seit 1900 Mitglied der National Academy of Sciences, seit 1893 der American Academy of Arts and Sciences, Mitglied der American Association for the Advancement of Science und ab 1904 Ehrenmitglied der Mineralogical Society of Great Britain and Ireland. Er war Mitglied der Göttinger Akademie und Osloer Akademie der Wissenschaften, korrespondierendes Mitglied der Geological Society of London und der schwedischen geologischen Gesellschaft. 1904 wurde er Ehrendoktor der University of Wisconsin.
Ein 1892 neu entdecktes und beschriebenes Mineral erhielt ihm zu Ehren den Namen Penfieldit.